# Sebastes chlorostictus

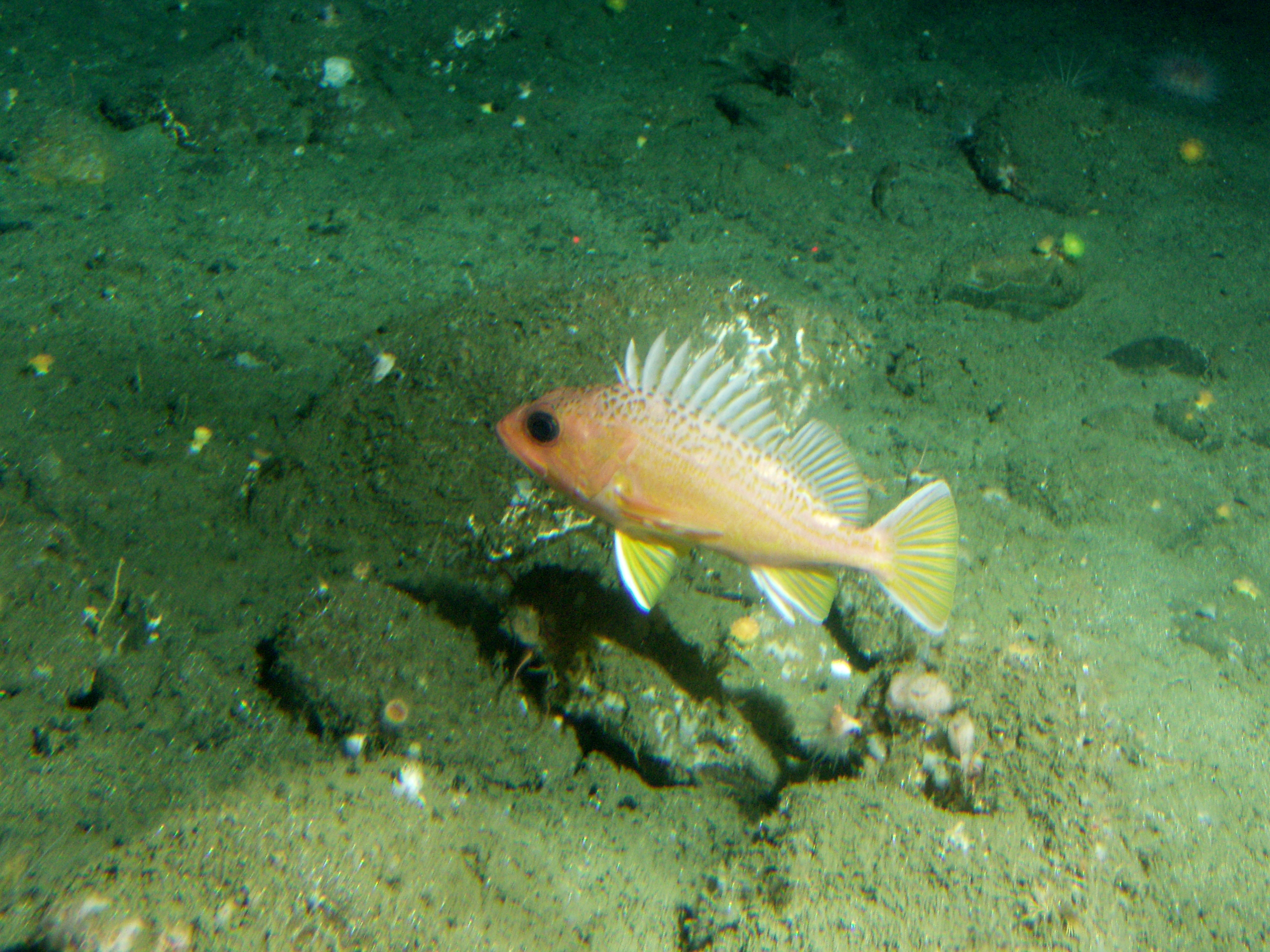
Exemplar fotografiat a Califòrnia.

Sebastes chlorostictus és una espècie de peix pertanyent a la família dels sebàstids i a l'ordre dels escorpeniformes.

## Etimologia
Sebastes prové del mot grec sebastes (august, venerable), mentre que chlorostictus és una paraula grega que vol dir verd tacat.

## Descripció
Fa 50 cm de llargària màxima i 1 kg de pes. Sota l'aigua, el dors és de color rosa i va canviant gradualment a groc a mesura que s'atansa als flancs inferiors. Després d'ésser capturat, els colors rosa i groc tendeixen a intensificar-se i els flancs adquireixen matisos rosa. Té punts verds abundants per sobre de la línia lateral i a la part superior del cap. Presenta franges alternes de color groc i rosa, les quals neixen dels ulls. 3-5 taques de color blanc o blanc rosaci al dors. En rares ocasions, presenta unes petites taques negres. Mandíbula inferior sense escates.

## Reproducció
És de fecundació interna i vivípar. A Califòrnia, es reprodueix des de l'abril fins al setembre. Les femelles ponen entre 24.000 i 1.395.000 ous.

## Alimentació
Se sap ben poc dels hàbits alimentaris d'aquesta espècie, encara que hom creu que es nodreix de krill. El seu nivell tròfic és de 3,09.

## Hàbitat i distribució geogràfica
És un peix marí, demersal (entre 49 i 201 m de fondària) i de clima subtropical, el qual viu al Pacífic oriental: els fons tous des de Washington (els Estats Units) fins a la Baixa Califòrnia (Mèxic), incloent-hi l'illa Guadalupe i el corrent de Califòrnia. És abundant al voltant de les plataformes petrolieres de les costes centrals i meridionals de Califòrnia: els adults tendeixen a viure a prop de les estructures, mentre que els joves es refugien entre les closques dels musclos que cobreixen el fons.

## Observacions
És inofensiu per als humans, el seu índex de vulnerabilitat és alt (61 de 100) i la seua longevitat de 33 anys.